# ۲سی-ئی
۲سی-ای (به انگلیسی: 2C-E) با فرمول شیمیایی C۱۲H۱۹NO۲ یک ترکیب شیمیایی با شناسه پاب‌کم ۲۴۷۲۹۲۳۳ است. که جرم مولی آن ۲۰۹٫۲۹ g/mol می‌باشد.